# Regenwaldterrarium
Ein Regenwaldterrarium (auch Tropenterrarium) ist ein Behältnis zur Zucht und Haltung verschiedener  Tiere (u. a. Amphibien, Reptilien) und Pflanzen aus den feuchten Tropen.

## Aufbau
Regenwaldterrarien bestehen aus Kunststoff oder Glas oder versiegelten OSB-Platten. Die Front- und Deckenpartien sind durchsichtig, um die Beobachtung der im Terrarium gepflegten Tiere und Pflanzen beziehungsweise deren Beleuchtung zu ermöglichen.
Die Terrarien weisen eine oder mehrere Lüftungsflächen auf. Diese befinden sich in der Regel unterhalb der Frontscheibe sowie im hinteren Drittel der Deckscheibe. Durch die im Terrarium enthaltene Warmluft wird so eine Luftzirkulation hervorgerufen. Die Frontscheibe ist zweigeteilt, um ein Aufschieben zu ermöglichen. Regenwaldterrarien sind mit Abflussbohrungen in der Bodenplatte versehen, um ein Ablaufen des zur Beregnung verwendeten Wassers zu erlauben.

## Technische Ausstattung
Die Beleuchtung des Regenwaldterrariums erfolgt, je nach Terrarienhöhe und Art des Terrariums, entweder durch Tageslichtleuchtstoffröhren oder Metalldampflampen, seltener auch durch Halogenspots. Durch die Beleuchtung erfolgt eine Erwärmung des Terrarieninnenraumes, unter Umständen kann jedoch eine zusätzliche Beheizung mittels Heizmatte oder Heizkabel notwendig sein. Diese erfolgt aufgrund des feuchten Milieus im Inneren zweckmäßigerweise von außerhalb des Terrariums, um bei schadhafter Isolierung der Heizelemente das Risiko eines elektrischen Schlages zu reduzieren. Die Regelung der Temperatur erfolgt durch Temperaturschalter, die bei unterschreiten der voreingestellten Temperatur die Heizelemente an- und bei überschreiten dieser Temperatur sie wieder ausschalten. Die Aufrechterhaltung der für die gepflegten Tiere erforderlichen Luftfeuchtigkeit erfolgt durch manuelle oder automatische Beregnung. Manchmal kommen auch Ultraschallvernebler zum Einsatz. Spezielle Tiere bedürfen zur artgerechten Haltung eines fließenden Gewässers. Diese werden mittels externer oder interner Pumpen aufgebaut.

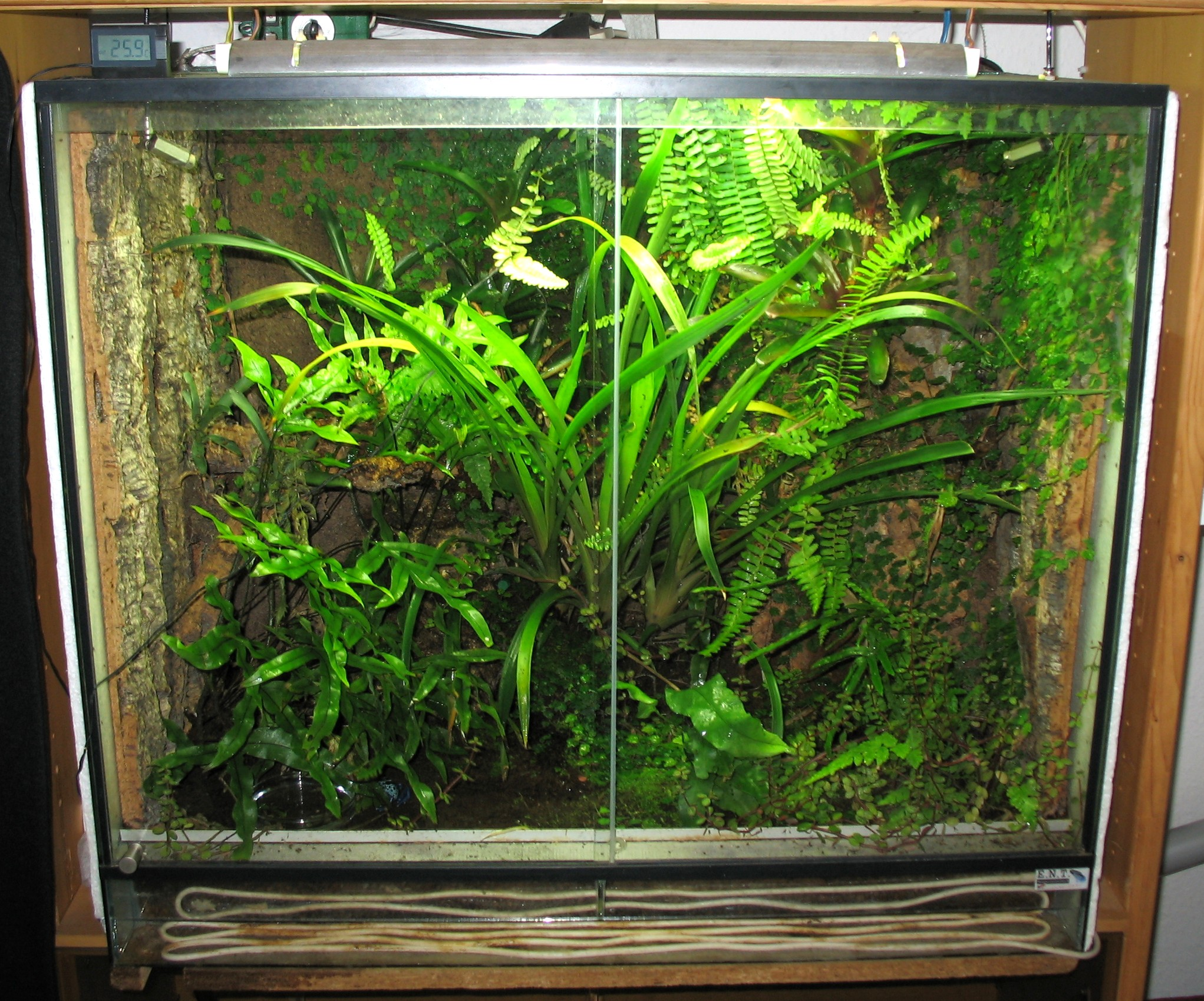
Regenwaldterrarium

## Ausstattung im Inneren
Regenwaldterrarien sind in der Regel mit Bodengründen aus Torf(platten), Humus, Kokossubstraten, Xaxim oder ähnlichem versehen. Um Staunässe zu vermeiden, wird normalerweise unter dem Bodengrund eine Drainageschicht (beispielsweise aus Blähtonkugeln) eingebracht. Um ein Verschlammen der Drainageschicht und der Abflussöffnungen und -rohre zu vermeiden, kann zwischen Bodengrund und Drainageschicht eine nicht biologisch abbaubare Gaze verlegt werden.
Die Wände des Terrariums können mit Kork, Xaxim oder aber mit Torf beflocktem Schaumpolystyrol verkleidet werden. Dies dient einerseits der thermischen Dämmung, andererseits bieten diese Materialien Pflanzen ein Substrat zum wurzeln.
Weiterhin werden Wurzeln und Äste als Dekoration im Terrarium verbaut.

## Pflege
Bei der ausschließlichen Haltung von Pflanzen in einem Regenwaldterrarium ist der Pflegeaufwand gering. Es muss lediglich auf ausreichende Feuchtigkeit geachtet und gegebenenfalls gedüngt werden. Hin und wieder müssen wuchernde Triebe gekürzt werden, da sonst das Terrarium in kurzer Zeit vollkommen zuwachsen würde.
Bei Tierhaltung im Regenwaldterrarium muss, je nach Größe der jeweils abgesetzten Kotportionen, ein Absammeln derselben erfolgen. Sind diese relativ klein (beispielsweise bei Baumsteigerfröschen), so kann bei einer entsprechend vorhandenen Mikrofauna dies jedoch unterbleiben. Die Stoffwechselprodukte werden dann abgebaut und stehen den Pflanzen als Nährstoffe zur Verfügung.
Die Verwendung von Osmosewasser beugt der Bildung von Kalkflecken auf Pflanzen und Scheiben vor.